# Manege van het militair museum
De Manege van het militair museum (Fins: Sotamuseon Maneesi/ Zweeds: Krigsmuseets manege) is een museum op het eilandfort Suomenlinna bij de Finse hoofdstad Helsinki. Het museum toont aan de hand van verschillende objecten de militaire geschiedenis van Finland.
Het is een dependance van het Militair museum van Helsinki, dat ook de nabijgelegen museumonderzeeër Vesikko beheert.
Manege van het militair museum · Vesikko